# Slag om Lođa
De Slag om Loda (Servisch: Boj na Lođi, Servisch Cyrillisch: Бој на лођи, Albanees: Beteja e Loxhës) werd gevochten in het dorpje Lođa tussen 6-12 juli en 10-17 augustus 1998 tijdens de Kosovo-oorlog tussen het Joegoslavische leger en het bevrijdingsleger van Kosovo (UÇK) en de strijdkrachten van de Republiek Kosovo (FARK). De eerste slag was een Joegoslavische operatie om een tegenaanval te plegen op Albanese rebellen die twee Joegoslavische politieagenten tijdens een patrouille gedood hadden. De eerste slag eindigde in een overwinning voor het UÇK. De tweede slag resulteerde in een Joegoslavische overwinning. Alle 284 huizen en de moskee van het dorp werden door de Servische politie vernietigd met bulldozers.
Slag van Likošane · Slag van Prekaz · Slag van Llapushnik · Slag van Glodjane · Slag om de Belaćevac-kolenmijn · Slag om Lođa · Slag van Orahovac · Slag van Junik · Operatie Fenix · Slag van Podujevo · Slag van Košare · Albanees-Joegoslavische grensconflicten · Slag van Paštrik · Slag om Marec · Hinderlaag bij Mitrovica · Hinderlaag bij Meja · Hinderlaag bij Suharekë · Hinderlaag bij Suva Reka · Hinderlaag bij Kaçanik